# DDR-Fußball-Oberliga 1977/78
Die DDR-Oberliga 1977/78 war die 29. Auflage der höchsten Spielklasse der DDR. Meister wurde zum sechsten Mal die SG Dynamo Dresden. Es war gleichzeitig der dritte Meistertitel in Folge für die Dresdner, eine bis dahin einmalige Leistung im DDR-Fußball. Die Saison begann am 13. August 1977 und endete am 3. Juni 1978.

## Saisonverlauf
Wie schon im Vorjahr fand das Meisterschaftsduell zwischen Dresden und Magdeburg statt. Die Magdeburger konnten dabei noch die Hinrunde als Erster abschließen. Aber in der Rückrunde setzte sich Dynamo mit neun Siegen und drei Unentschieden bei gleichzeitig nur einer Niederlage durch. Die Entscheidung fiel praktisch am vorletzten Spieltag, als der 1. FC Magdeburg auswärts beim Hallescher FC Chemie verlor und damit zwei Punkte und neun Tore Rückstand auf die Dresdner hatte.
Für Dynamo Dresden war diese Meisterschaft in vielerlei Hinsicht etwas Besonderes: Es war die dritte in Folge, was vor Dresden noch keiner Mannschaft gelungen war und danach nur der Berliner FC Dynamo wiederholen konnte, es war der insgesamt sechste Titel, was Dynamo zusammen mit Vorwärts Frankfurt zum Rekordmeister der DDR machte (auch hier konnten sie nur vom Berliner FC Dynamo übertroffen werden) und es war der letzte Meistertitel für die nächsten elf Jahre.
Für den Zweiten Magdeburg war die Vizemeisterschaft das letzte Mal, dass man sich auf den ersten beiden Rängen platzieren konnte. Den dritten Platz belegte der Berliner FC Dynamo, der dagegen den Aufwärtstrend der letzten Jahre fortsetzte. Der Vorjahresdritte Carl Zeiss Jena spielte eine schwache Hinrunde, kam aber durch eine starke Rückrunde noch auf einen Europapokalplatz ebenso wie Lokomotive Leipzig.
Der Abstieg war frühzeitig entschieden. Vorjahresaufsteiger Wismut Gera belegte ab dem sechsten Spieltag durchgehend einen Abstiegsplatz, konnte nur einen Sieg erringen und verlor gleichzeitig 21-mal. Es war der letzte Auftritt von Gera in der Oberliga. Der andere Absteiger war der Rekordmeister Vorwärts Frankfurt, der bereits in den beiden Vorjahren nur knapp dem Abstieg entgangen war und dieses Mal nach 24 Jahren Zugehörigkeit zur obersten Spielklasse wieder zweitklassig spielen musste.
Der andere Vorjahresaufsteiger Chemie Böhlen konnte dagegen überraschend die Klasse halten und stellte sogar den Torschützenkönig.

## Abschlusstabelle
| Pl. | Verein                   | Sp. | S  | U  | N  | Tore    | Diff. | Punkte |
| --- | ------------------------ | --- | -- | -- | -- | ------- | ----- | ------ |
| 1.  | SG Dynamo Dresden (M, P) | 26  | 18 | 5  | 3  | 070:250 | +45   | 41:11  |
| 2.  | 1. FC Magdeburg          | 26  | 16 | 6  | 4  | 052:170 | +35   | 38:14  |
| 3.  | Berliner FC Dynamo       | 26  | 14 | 7  | 5  | 054:250 | +29   | 35:17  |
| 4.  | 1. FC Lokomotive Leipzig | 26  | 13 | 6  | 7  | 057:340 | +23   | 32:20  |
| 5.  | FC Carl Zeiss Jena       | 26  | 13 | 5  | 8  | 053:320 | +21   | 31:21  |
| 6.  | Hallescher FC Chemie     | 26  | 11 | 8  | 7  | 044:340 | +10   | 30:22  |
| 7.  | FC Karl-Marx-Stadt       | 26  | 6  | 12 | 8  | 034:370 | −3    | 24:28  |
| 8.  | 1. FC Union Berlin       | 26  | 9  | 6  | 11 | 027:360 | −9    | 24:28  |
| 9.  | FC Rot-Weiß Erfurt       | 26  | 7  | 9  | 10 | 023:350 | −12   | 23:29  |
| 10. | BSG Sachsenring Zwickau  | 26  | 8  | 7  | 11 | 022:450 | −23   | 23:29  |
| 11. | BSG Wismut Aue           | 26  | 8  | 6  | 12 | 022:470 | −25   | 22:30  |
| 12. | BSG Chemie Böhlen (N)    | 26  | 6  | 8  | 12 | 034:510 | −17   | 20:32  |
| 13. | FC Vorwärts Frankfurt    | 26  | 3  | 9  | 14 | 019:350 | −16   | 15:37  |
| 14. | BSG Wismut Gera (N)      | 26  | 1  | 4  | 21 | 017:750 | −58   | 06:46  |

| (M) | Meister der letzten Saison     |
| (P) | Pokalsieger der letzten Saison |
| (N) | Aufsteiger der letzten Saison  |

| Aufsteiger aus der DDR-Liga 1977/78: BSG Stahl Riesa, FC Hansa Rostock |

## Kreuztabelle
| 1977/78 | 1977/78                  | SG Dynamo Dresden | 1. FC Magdeburg | Berliner FC Dynamo |     | FC Carl Zeiss Jena | Hallescher FC Chemie | FC Karl-Marx-Stadt | 1. FC Union Berlin | FC Rot-Weiß Erfurt | BSG Sachsenring Zwickau | BSG Wismut Aue | BSG Chemie Böhlen | FC Vorwärts Frankfurt | BSG Wismut Gera |
| 1.      | SG Dynamo Dresden        |                   | 1:0             | 1:2                | 5:1 | 2:0                | 2:1                  | 4:2                | 4:1                | 6:0                | 5:0                     | 4:1            | 7:1               | 1:0                   | 2:1             |
| 2.      | 1. FC Magdeburg          | 2:0               |                 | 2:1                | 3:3 | 4:1                | 2:0                  | 5:0                | 1:2                | 2:0                | 6:0                     | 0:0            | 2:1               | 1:0                   | 2:0             |
| 3.      | Berliner FC Dynamo       | 2:2               | 2:3             |                    | 2:0 | 3:0                | 2:2                  | 2:2                | 1:0                | 1:1                | 5:1                     | 3:0            | 2:1               | 4:1                   | 4:0             |
| 4.      | 1. FC Lokomotive Leipzig | 2:2               | 0:2             | 4:1                |     | 0:0                | 2:0                  | 2:0                | 0:1                | 2:1                | 7:0                     | 4:1            | 6:1               | 3:1                   | 4:0             |
| 5.      | FC Carl Zeiss Jena       | 4:3               | 1:1             | 2:0                | 0:1 |                    | 6:1                  | 2:1                | 1:0                | 5:2                | 0:0                     | 6:0            | 2:1               | 2:2                   | 5:1             |
| 6.      | Hallescher FC Chemie     | 0:0               | 2:1             | 0:0                | 1:0 | 1:2                |                      | 3:1                | 1:2                | 3:0                | 2:0                     | 6:0            | 4:0               | 2:2                   | 4:2             |
| 7.      | FC Karl-Marx-Stadt       | 0:4               | 0:0             | 0:0                | 1:1 | 1:1                | 1:1                  |                    | 0:0                | 1:1                | 1:0                     | 4:0            | 3:1               | 3:1                   | 1:1             |
| 8.      | 1. FC Union Berlin       | 0:2               | 0:4             | 0:2                | 1:3 | 1:0                | 1:1                  | 3:3                |                    | 0:1                | 1:0                     | 1:0            | 1:1               | 1:0                   | 2:0             |
| 9.      | FC Rot-Weiß Erfurt       | 0:2               | 0:2             | 1:2                | 2:2 | 2:1                | 1:1                  | 1:0                | 2:0                |                    | 4:0                     | 0:0            | 0:0               | 1:0                   | 1:0             |
| 10.     | BSG Sachsenring Zwickau  | 0:3               | 1:2             | 0:0                | 2:0 | 2:0                | 2:3                  | 0:0                | 1:1                | 2:0                |                         | 0:0            | 2:0               | 1:0                   | 1:0             |
| 11.     | BSG Wismut Aue           | 1:1               | 0:0             | 0:4                | 4:2 | 1:0                | 0:1                  | 1:0                | 3:2                | 2:1                | 1:1                     |                | 2:1               | 1:0                   | 1:2             |
| 12.     | BSG Chemie Böhlen        | 1:1               | 1:0             | 1:0                | 2:3 | 1:4                | 5:3                  | 2:2                | 4:1                | 1:1                | 2:2                     | 2:0            |                   | 0:0                   | 3:1             |
| 13.     | FC Vorwärts Frankfurt    | 1:2               | 1:1             | 1:3                | 0:0 | 0:2                | 0:0                  | 1:2                | 1:1                | 0:0                | 0:1                     | 2:1            | 1:0               |                       | 2:0             |
| 14.     | BSG Wismut Gera          | 2:4               | 0:4             | 0:6                | 1:5 | 1:6                | 0:1                  | 0:5                | 0:4                | 0:0                | 2:3                     | 0:2            | 1:1               | 2:2                   |                 |

## Statistik

### Meistermannschaft
| SG Dynamo Dresden |
| --- |
| Bernd Jakubowski (18 Spiele / - Tore) Hans-Jürgen Dörner (26/10) Christian Helm (19/-), Udo Schmuck (22/3), Klaus Müller (20/-) Gerd Weber (25/10), Hartmut Schade (26/6), Dieter Riedel (18/6) Rainer Sachse (17/7), Peter Kotte (25/11), Gert Heidler (16/3) Trainer: Walter Fritzsch |
| außerdem: Claus Boden (Tor, 9/-); Reinhard Häfner (22/5), Matthias Müller (15/4), Hans-Jürgen Kreische (8/4), Frank Richter (10/-), Andreas Trautmann (7/1), Matthias Döschner (5/1), Karsten Petersohn (5/1), Volker Hennig (1/-), Volker Schmidt (1/-)                                |

### Tore
In den 182 Punktspielen fielen 528 Tore, im Schnitt 2,90 pro Spiel. Die torreichsten Spiele mit jeweils acht Treffern waren der 7:1-Sieg von SG Dynamo Dresden gegen BSG Chemie Böhlen sowie der 5:3-Sieg von wiederum Böhlen gegen den Hallescher FC Chemie. Der höchste Sieg war ein 7:0 von 1. FC Lokomotive Leipzig gegen BSG Sachsenring Zwickau.
Klaus Havenstein vom Aufsteiger BSG Chemie Böhlen wurde zum Torschützenkönig der Oberliga. Havenstein war bereits in den beiden vorherigen Spielzeiten Torschützenkönig der DDR-Liga gewesen.
|    | Spieler            | Mannschaft         | Tore |
| -- | ------------------ | ------------------ | ---- |
| 1. | Klaus Havenstein   | BSG Chemie Böhlen  | 15   |
| 2. | Rüdiger Schnuphase | FC Carl Zeiss Jena | 14   |
| 3. | Joachim Streich    | 1. FC Magdeburg    | 13   |
| 3. | Wolf-Rüdiger Netz  | Berliner FC Dynamo | 13   |
| 5. | Eberhard Vogel     | FC Carl Zeiss Jena | 12   |

### Zuschauer
Insgesamt sahen 2.132.300 Zuschauer die 182 Oberligaspiele, das ergibt einen Schnitt von 11.716 Zuschauern pro Spiel. Nicht nur sportlich, sondern auch bei den Zuschauerzahlen war SG Dynamo Dresden das Maß aller Dinge und verzeichnete einen Zuschauerschnitt von 30.231. Auf Platz zwei folgten 1. FC Union Berlin (17.308) und der Hallescher FC Chemie (17.038). Das Tabellenschlusslicht bildete erneut FC Vorwärts Frankfurt mit im Schnitt nur 4.385 Zuschauern, den zweitgeringsten Heimschnitt hatte der Aufsteiger aus BSG Chemie Böhlen (5.454). Die größte Kulisse erlebte das Ost-Berliner Stadtderby zwischen dem Berliner FC Dynamo und dem 1. FC Union Berlin vor 45.000 Zuschauern am dritten Spieltag im Stadion der Weltjugend.
| Mannschaft               | {\displaystyle \varnothing } Zuschauer |
| ------------------------ | -------------------------------------- |
| BSG Wismut Aue           | 8.231                                  |
| Berliner FC Dynamo       | 13.154                                 |
| 1. FC Union Berlin       | 17.308                                 |
| BSG Chemie Böhlen        | 5.454                                  |
| SG Dynamo Dresden        | 30.231                                 |
| FC Rot Weiß Erfurt       | 7.538                                  |
| FC Vorwärts Frankfurt    | 4.385                                  |
| BSG Wismut Gera          | 6.785                                  |
| Hallescher FC Chemie     | 17.038                                 |
| FC Carl Zeiss Jena       | 8.538                                  |
| FC Karl-Marx-Stadt       | 11.438                                 |
| 1. FC Lokomotive Leipzig | 12.462                                 |
| 1. FC Magdeburg          | 14.115                                 |
| BSG Sachsenring Zwickau  | 7.346                                  |

## Fußballer des Jahres 1978
Nach der Saison wurde Jürgen Croy von BSG Sachsenring Zwickau als Fußballer des Jahres 1978 ausgezeichnet. Croy wurde diese Ehrung bereits zum dritten Mal zuteil, eine Leistung, die außer ihm nur noch Hans-Jürgen Dörner erreichte, der dieses Mal Zweiter wurde.
|    | Spieler            | Mannschaft              |
| -- | ------------------ | ----------------------- |
| 1. | Jürgen Croy        | BSG Sachsenring Zwickau |
| 2. | Hans-Jürgen Dörner | SG Dynamo Dresden       |
| 3. | Jürgen Pommerenke  | 1. FC Magdeburg         |

## FDGB-Pokal
Der FDGB-Pokal wurde in dieser Spielzeit vom 1. FC Magdeburg gewonnen, der im Finale den Titelverteidiger und Serienmeister Dynamo Dresden besiegte. Es war bereits Magdeburgs fünfter Pokaltriumph.

## Internationale Wettbewerbe
Die Europapokalteilnehmer der DDR konnten nur im UEFA-Pokal Erfolge feiern. Hier erreichten der FC Carl Zeiss Jena und der 1. FC Magdeburg jeweils das Viertelfinale und schieden erst gegen die späteren Finalteilnehmer SEC Bastia bzw. PSV Eindhoven aus. Magdeburg setzte sich vorher u. a. gegen den FC Schalke 04 durch. Für die SG Dynamo Dresden (im Europapokal der Landesmeister gegen den späteren Sieger FC Liverpool) und 1. FC Lokomotive Leipzig (im Europapokal der Pokalsieger gegen Betis Sevilla) war dagegen in der 2. Runde bereits das Ende erreicht. Der vorm Saisonbeginn ausgetragene Intertoto-Cup 1977 fand erneut ohne DDR-Beteiligung statt.